# Wiwa Korowi
Wiwa Korowi, född 7 juli 1948, var Papua Nya Guineas generalguvernör från 18 november 1991 till 20 november 1997.